# Île Motutapu
L'île Motutapu est une île volcanique dans le golfe de Hauraki près d'Auckland, en Nouvelle-Zélande.
Son nom signifie en maori : « sacré » ou « sanctuaire ». Son nom complet est Te Motutapu a Taikehu ce qui veut dire : « l'île sacrée de Taikehu ». Taikehu étant le nom d'un Tohunga de la Tainui iwi (tribu Tainui).

## Géographie

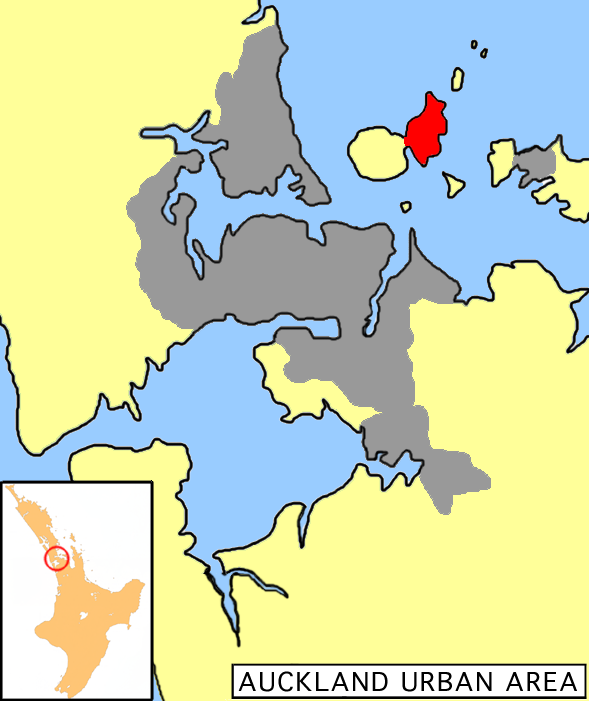
Situation de l'île Motutapu (en rouge).

L'île de (1 509 hectares) fait partie des quelque 50 volcans du champ volcanique monogénétique d'Auckland (Auckland volcanic field). C'est en réalité le plus jeune cône du volcan qui donna naissance à l'Île Rangitoto dont elle est séparée par un mince canal marin de quelques à 4-5 mètres de large sur 150 mètres de long, reliant deux baies : Gardiner Gap au nord et Islington bay au sud. Le canal est traversé par un pont construit par l'US Navy qui fit stationner des troupes sur les deux îles durant la Seconde Guerre mondiale.